# Olga Pashchenko
Olga Pashchenko (russe : Ольга Пащенко ; Moscou, 1986) est une claveciniste, fortepianiste, organiste et pianiste russe qui développe une carrière d'interprète, jouant un répertoire allant du XVIe siècle à nos jours, en concert, à Moscou et d'autres villes de Russie, de Biélorussie, mais également en Italie, aux États-Unis, en Autriche, en Belgique, en France, en Allemagne et aux Pays-Bas. Elle a remporté plusieurs concours internationaux.

## Biographie
Pashchenko naît à Moscou et commence la pratique du piano dès l'âge de six ans. Elle est inscrite à l'Académie Gnessine de Moscou en 1993 où elle étudie le piano avec Tatiana Zelikman et le clavecin avec Olga Martynova. Elle donne son premier récital de piano à New York, à neuf ans. Après son diplôme avec les honneurs en 2005, elle entre au Conservatoire de Moscou, où elle étudie avec Alexei Lubimov (piano), Olga Martynova (clavecin et piano-forte) et Alexei Shmitov (orgue) et est diplômée en 2010. En 2011, elle poursuit ses études avec Richard Egarr au Conservatoire d'Amsterdam, à la fois au piano et au clavecin et reçoit ses diplômes en 2013 et 2014, respectivement, avec les honneurs (excellent, cum laude) sur les deux instruments.
Elle est invitée dans certains des plus prestigieux festivals à travers l'Europe, notamment le Festival Oude Muziek d'Utrecht aux Pays-Bas, la Beethoven-Haus en Allemagne, au festival de musique russe de Zaubersee en Suisse, aux journées Chopin de Leipzig et au festival Seiler en Allemagne et Sankt Gallen en Autriche, au festival international de piano de Saint-Pétersbourg et une série de concerts de musique moderne « Skazochnye stranstviya » à Moscou, à l'Accademia del Ricercare, au festival Soli Deo Gloria et à la Mostra de piano-forte de Bergame, en Italie et au festival de Saintes en France.
Son jeu est décrit par la presse comme « non seulement technique, mais sur le plan musical aussi, de la plus haute qualité », « imaginative et envoûtante » et acclamé avec : « Quelle individualité, quel pur-sang pianistique ».
Son premier disque, Transitions, avec des œuvres de Dussek (Sonate op. 61), Beethoven (Sonate op. 111) et Mendelssohn est publié en 2013, par l'éditeur Belge Outhere sur le label Fuga Libera. Il a été sélectionné comme enregistrement du mois sur MusicWeb et a obtenu quatre forte « ffff » (récompense la plus élevée) du magazine Télérama. Ses autres disques sont consacrés aux variations et à trois sonates de Beethoven (parus chez Alpha).

## Prix
- 2014 : deuxième prix et prix du public du concours Bach de Leipzig[9]
- 2013 : premier prix du Concours Circulo Bach de Madrid[10]
- 2012 : premier prix et prix critique du Jury au concours de piano Premio Ferrari à Rovereto (Italie)[11]
- 2012 : deuxième prix et prix du public du Concours international Musica Antiqua de Bruges sur clavecin[12]
- 2012 : premier prix et prix spécial de la société Chopin du concours Hans von Bülow de piano à Meiningen (Allemagne)[13]
- 2011 : vainqueur du concours de piano-forte de Schloss Kremsegg (de l'université privée Anton-Bruckner, en Autriche)[14]
- 2010 : deuxième prix du concours international Musica Antiqua de Bruges sur pianoforte

## Discographie
- Transitions : Dussek, Sonate, op. 61 ; Beethoven, 7 Bagatelles, op. 33 ; Sonate nº 32, op. 111 ; Mendelssohn, Variations sérieuses, op. 54 - Olga Pashchenko, piano-forte Donat Schofftos, 1812 ; Conrad Graf, 1826 (1-3 août 2011, Fuga Libera FUG 598)[15],[16],[6] (OCLC 824355220)
- Beethoven, Variations en ut mineur, WoO 80 ; Variations Prométhée, op. 35 ; Sonates faciles opus 49 nos 1 & 2 ; Fantaisie, op. 77 - Olga Pashchenko, piano-forte Christopher Clarke d'après Johann Peter Fritz, Vienne c. 1818 (14-16 mai 2014, Alpha 201) (OCLC 911355452)
- Beethoven, Sonates no 21 Waldstein ; no 23 Appassionata ; no 26 Les adieux - Olga Pashchenko, piano-forte Conrad Graf, 1824 (22-24 novembre 2016, Alpha 365) (OCLC 1003240835)